# Rayonnement kilométrique auroral
Pour les articles homonymes, voir AKR.
Le rayonnement kilométrique auroral (en anglais, auroral kilometric radiation ou AKR) est généré au-dessus de la Terre par les mêmes particules solaires qui produisent les aurores boréales et australes.
Découvert par les satellites dans les années 1970, le rayonnement kilométrique auroral était passé jusque-là inaperçu car bloqué par l'ionosphère. En analysant plus de 12000 AKR, une équipe de scientifiques a constaté que leurs signaux se diffusaient sur une bande de fréquence extrêmement étroite, et non comme un cône d'émission s'élargissant, ainsi que le pensaient précédemment les chercheurs.
Aujourd'hui (2009), les scientifiques sont capables de déterminer exactement le point d'origine de ce rayonnement grâce aux 4 satellites de la mission Cluster de l'Agence spatiale européenne qui, volant en formation, triangulent leurs positions comme le font les satellites GPS.
La Terre n'est pas la seule planète du système solaire à en émettre. Jupiter et Saturne sont également le siège d'un tel phénomène.
C'est l'une des émissions naturelles les plus puissantes de la Terre. Ce signal serait facilement détectable par une éventuelle civilisation extraterrestre. De la même façon, il pourrait également être utilisé pour détecter d'autres planètes extrasolaires, bien que les instruments actuels soient encore trop peu sensibles pour le faire.